# スパイキッズ2 失われた夢の島
『スパイキッズ2 失われた夢の島』（スパイキッズツー うしなわれたゆめのしま、Spy Kids 2: The Island of Lost Dreams）は2002年に公開されたアメリカ映画。2001年に公開された『スパイキッズ』の続編。

## ストーリー
OSSの正式スパイとなったカルメンとジュニは、大統領主催のパーティの席で謎の兵器「トランスムッカー」を狙う組織と戦う。この作品で初めてテレパシーが使用された。

## キャスト
| 役名                     | 俳優                         | 日本語吹替 |
| ------------------------ | ---------------------------- | ---------- |
| グレゴリオ・コルテス     | アントニオ・バンデラス       | 大塚明夫   |
| イングリッド・コルテス   | カーラ・グギノ               | 高乃麗     |
| カルメン・コルテス       | アレクサ・ヴェガ             | 清水理沙   |
| ジュニ・コルテス         | ダリル・サバラ               | 常盤祐貴   |
| フループ                 | アラン・カミング             | 小堺一機   |
| ロメロ                   | スティーヴ・ブシェミ         | 山寺宏一   |
| イサドール・マチェッティ | ダニー・トレホ               | 廣田行生   |
| グランパ                 | リカルド・モンタルバン       | 中村正     |
| グランマ                 | ホランド・テイラー           | 沢田敏子   |
| フェリックス・ガム       | チーチ・マリン               | 楠見尚己   |
| アメリカ合衆国大統領     | クリストファー・マクドナルド | 長克巳     |
| アレクサンドラ大統領令嬢 | テイラー・モンセン           | 山下夏生   |
| ダナゴン・ギグルス       | マイク・ジャッジ             | 金尾哲夫   |
| ゲイリー・ギグルス       | マット・オリアリー           | 浪川大輔   |
| ガーティ・ギグルス       | エミリー・オスメント         | 小桜エツ子 |
| ディンキー・ウィンクス   | ビル・パクストン             | 大塚芳忠   |
| アレクサンダー・ミニオン | トニー・シャルーブ           | 岩崎ひろし |